# La Caja (Guanajuato)
La Caja es una localidad del estado mexicano de Guanajuato. Es parte del municipio de Irapuato.

## Demografía
| Gráfica de evolución demográfica |
|                                  |

| Censo | Población |
| ----- | --------- |
| 1900  | 370       |
| 1910  | 430       |
| 1921  | 523       |
| 1930  | 475       |
| 1940  | 527       |
| 1950  | 612       |
| 1960  | 673       |
| 1970  | 1 169     |
| 1980  | 1 300     |
| 1990  | 2 255     |
| 2000  | 1 877     |
| 2010  | 1 554     |
| 2020  | 1 619     |